# 오스트레일리아 필드하키 국가대표팀
오스트레일리아 필드하키 국가대표팀(영어: Australia national field hockey team)은 오스트레일리아를 대표하여 국제 필드하키 경기에 참가하는 국가대표팀으로 하키 오스트레일리아에 의해 운영된다. 올림픽에서 총 메달 10개를 획득하여 가장 많은 올림픽 메달을 획득한 필드하키 국가대표팀이다.